# La Unión (Montevideo)
La Unión, originalmente Villa de la Unión es uno de los 62 barrios oficialmente reconocidos de Montevideo, capital de Uruguay. Es un barrio residencial y de servicios, así como una importante zona comercial. Limita con los barrios de  Larrañaga al noroeste, La Blanqueada al oeste, Buceo yParque Batlle al sur, Villa Española y Simón Bolívar al norte, Maroñas al noreste, y Malvín Norte al sureste.

## Historia
El barrio cuenta con un valor histórico. Fue fundado por Manuel Oribe con el nombre de Villa Restauración, en el contexto de la Guerra Grande, sitio en donde ubicó su centro de operaciones. En ese momento ofició de capital interina del gobierno Blanco que se consideraba legítimo, mientras que dentro de la zona amurallada (actual Ciudad Vieja)de Montevideo existía el denominado Gobierno de la Defensa de Montevideo, comandado por los colorados de Fructuoso Rivera. El nombre original Restauración le fue dado porque se consideraba la sede del restaurado gobierno legítimo de Uruguay.
El eje vial más importante fue bautizado en 1840 por el gobierno del nacional y federal Oribe con el nombre de José Gervasio Artigas (Artigas el fundador del federalismo rioplatense y máximo prócer en la gesta libertadora de Mayo de la Banda Oriental, en Villa Restauración recibió su primer homenaje toponímico) pero tras ser derrotados los nacionales y federales por los colorados y brasileños, esta avenida pasó a ser llamada Avenida 8 de Octubre, que con su nombre conmemora el final de la Guerra Grande en 1851.
Hacia 1880 la original Restauración ya llamada Villa Unión era solo un arrabal, en 1902 ya era un barrio de Montevideo. En esa época se proyecta la actual plaza Cipriano Miró, con diseños del paisajista francés Carlos Racine.

### Actualidad

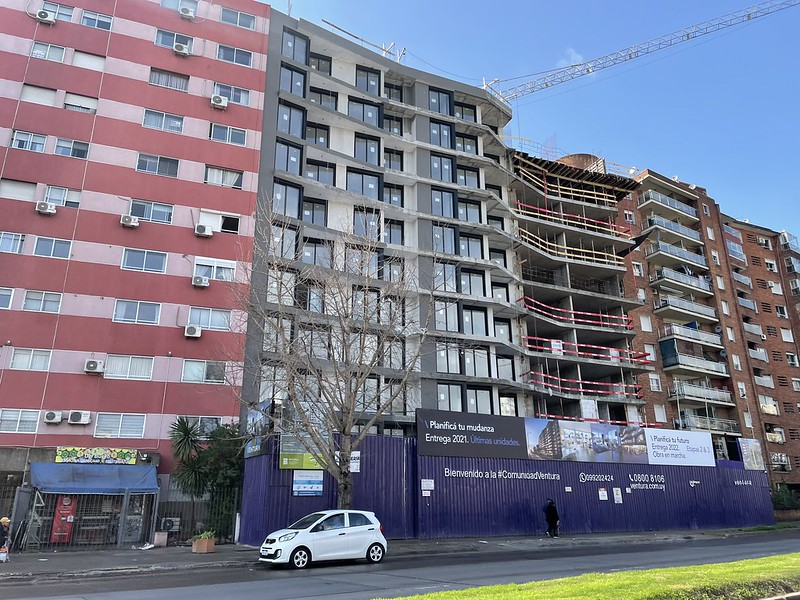
Imagen de un emprendimiento inmobiliario, en el límite entre La Unión y La Blanqueada.

El desarrollo que alcanzaría el barrio durante la prosperidad de los años finales de la década del 60, aumentando el número de sus edificios de mampostería y el volumen de su comercio, llevaron al Gobierno del Gral. Flores a ampliar y dar nueva nomenclatura a sus calles. Con el paso de los años, la renombrada Avenida 8 de Octubre cambió, y sobre ella se situaron gran cantidad de comercios, lo que la hace un centro de compras muy visitado por los vecinos de este y otros barrios cercanos, que evitan así trasladarse al Centro o a alguno de los diversos shoppings de la ciudad.
Desde la posmodernidad el barrio ha sufrido cambios especialmente en carácter económico y comercial, surgieron numerosas casas de préstamos que se instalaron en la avenida 8 de octubre. Los avances tecnológicos dieron lugar a casas de telefonía móvil , venta de videojuegos , computadoras, etc, haciendo nuevos rubros comerciales con numerosas sucursales. En carácter edilicio se formaron algunos complejos de viviendas nuevos según planes del MVOTMA , pero no ha habido cambios significativos en este campo.
Hoy en día La Unión es un barrio donde conviven edificaciones históricas con otras muy recientes donde el pasado , el presente y los proyectos de futuro conviven en un mismo espacio.

## Sitios destacados
Una edificación característica de este barrio es el Santuario de la Medalla Milagrosa y San Agustín, frente a la plaza Cipriano Miró. También allí se encuentra el Hospital Pasteur, uno de los más antiguos hospitales públicos de Montevideo; y cerca del mismo, el Hospital Centro Geriátrico Luis Piñeyro del Campo.

### Espacios públicos destacados
- Complejo cultural Molino del Galgo: Construido en 1839, tiene hoy en día estructuras de antiguos molinos harineros y además se puede disfrutar de espectáculos y actividades educativas, recreativas que ofrece el complejo para el público en general.
- Iglesia San Agustín: Edificio inaugurado en 1917, la Iglesia tiene una arquitectura que vale la pena observar.
- Iglesia San Cayetano: Ubicada sobre la característica Avenida Comercio, la Iglesia de Nuestra Señora del Carmen y San Cayetano es un punto de encuentro entre los creyentes de la zona. Cada 7 de agosto se conmemora el día de San Cayetano, festividad en la que ha tenido la presencia de los distintos obispos de Montevideo.
- Institución atlética Larre Borges: Nació en 1927, su actividad inicial fue el fútbol y hoy en día se dan numerosos espectáculos públicos principalmente referidos al carnaval, también se centra en el deporte del básquet, por lo tanto tiene un atractivo cultural y deportivo
- Plaza de deportes n.º 5, Parque César Díaz: Fueron inaugurados en 1916 y siendo una de las plazas más populares de la ciudad de Montevideo por estar dotada de numerosas canchas para practicar diferentes deportes. La plaza y el parque se encuentran anexos.
- Plaza de toros: El eco de una antigua plaza de toros nos transporta a otra época; hoy en día el centro de la plaza se mantiene.
- Plaza Restauración: Los edificios vecinos a la plaza son el Hospital Pasteur, La Iglesia San Agustín. Hoy en día la plaza cuenta con una fuente en el medio, donde antes se ubicaba la cisterna. Con el paso de los años mantiene su estética, por lo que no ha habido grandes cambios en su estructura.
- Paseo Cultural Miró: Se puede considerar a este paseo como una vía que une la principal avenida 8 de octubre con la plaza, el hospital, la iglesia, siendo por lo tanto una entrada histórica al barrio, en la actualidad se hacen ferias artesanales, espectáculos públicos y fue reestructurada con una inversión de $1.000.000 por la Intendencia de Montevideo.
- Hospital Piñeiro del Campo: En la calle Larravide funciona el Geriátrico Piñeiro del campo siendo el establecimiento de mayor superficie en el barrio. En él se desarrollan  actividades, en especial aquellas con atractivos para la tercera edad, como por ejemplo: Bingo solidario, talleres, etc.